# Pessoa gramatical

Em línguas românicas como o espanhol, a pessoa gramatical afeta a conjugação verbal.
Nesta imagem em que o verbo correr está conjugado em espanhol, cada linha representa uma pessoa e número: Primeira pessoa, Segunda pessoa informal, <span an and and andstyle="color:#10808C">Segunda pessoa formal e terceira pessoa.
As colunas representam tempo verbal (nos pares conceituais manhã/passado, meio-dia/presente, noite/futuro).

Em linguística, a pessoa gramatical é a categoria gramatical que diz respeito às referências dêiticas aos participantes do discurso, permitindo distinguir que papel ocupam, no mesmo, o falante, o ouvinte ou outras pessoas que se posicionam em relação à predicação. A pessoa gramatical é, tipicamente, definida pelos pronomes pessoais, mas também podem ser marcadas em afixos verbais.

## As pessoas
A divisão mais comum marca três pessoas gramaticais (chamadas primeira, segunda e terceira pessoa/não-pessoa), em seus números singular, plural e, em alguns casos, dual, como o hebraico bíblico e o inglês antigo. Além disso, a marcação de terceira pessoa costuma, comumente, acompanhar também marcação de gênero: masculino e feminino, e neutro (em muitos idiomas).

### Primeira pessoa
A primeira pessoa, também chamada de falante, locutor ou emissor, é a pessoa que fala, que enuncia o discurso. Em língua portuguesa, a primeira pessoa é representada, no singular, pelos pronomes eu, me, mim e, no plural, pelos pronomes nós, nos, nosco, a gente.
Muitas línguas fazem a distinção entre primeira pessoa plural inclusiva e exclusiva, marcando a diferença entre quando a segunda pessoa está incluída (eu e você, nós e você[s]) ou excluída (muitos de nós, mas não você) no plural. Línguas desse tipo incluem diversas línguas americanas como tupi, guarani, aimará, quechua, tsotsil e outras. Em português, nós é, frequentemente, usado de forma inclusiva, enquanto as expressões nós outros e a gente tendem a ser exclusivas.

### Segunda pessoa
A segunda pessoa, também chamada de interlocutor, receptor ou ouvinte, é a pessoa com quem se fala, que recebe, ouve o discurso. Em língua portuguesa, a segunda pessoa é representada, no singular, pelos pronomes tu, te', ti, tigo, (você), e, no plural, pelos pronomes vós, vos, vosco, (vocês).
Muitas línguas fazem, na segunda pessoa, a conhecida distinção T-V, entre pronomes do tipo T, que indicam proximidade, intimidade e familiaridade, e pronomes do tipo V, que indicam afastamento, deferência e respeito. Essa distinção é muito comum entre as línguas indo-europeias: no espanhol tu versus usted, no francês tu versus vous, no alemão du versus Sie, no russo ты (ty) versus Вы (Vy), no persa to versus shomâ. No português, a divisão pode ser representada pelos pronomes tu e você. Embora produtiva em Portugal, a divisão não se aplica mais a alguns dialetos do português falado no Brasil, nos quais "você" se aplica a todos os níveis de formalidade.

### Terceira pessoa
A terceira pessoa, também chamada de referente, assunto ou mensagem, refere-se à pessoa de quem se fala, ao assunto ou pessoa. Ela corresponde, em português, aos pronomes singulares ele, ela, (você), o, a, lo, la, lhe, e aos plurais eles, elas, (vocês), os', as, los, las, lhes.
Algumas línguas, como as algonquianas ou as derivadas da língua de sinais francesa, dividem, ainda, as marcas de terceira pessoa entre proximais, para pessoas mais tópicas no discurso, e obviativas.

### Relações entre as pessoas do discurso e seus respectivos pronomes
| Reto | Oblíquo                       | Possessivo                                    | Demonstrativo                    |
| ---- | ----------------------------- | --------------------------------------------- | -------------------------------- |
| Eu   | Me, mim, comigo               | Meu, minha, meus, minhas                      | Este, esta, estes, estas         |
| Tu   | Te, ti, contigo               | Teu, tua, teus, tuas                          | Esse, essa, esses, essas         |
| Ele  | Se, si, consigo, o, a, lhe    | Seu, sua, seus, suas Dele, dela, deles, delas | Aquele, aquela, aqueles, aquelas |
| Nós  | Nos, nós, conosco             | Nosso, nossa, nossos, nossas                  | Este, esta, estes, estas         |
| Vós  | Vos, vós, convosco            | Vosso, vossa, vossos, vossas                  | Esse, essa, esses, essas         |
| Eles | Se, si, consigo, os, as, lhes | Seu, sua, seus, suas Dele, dela, deles, delas | Aquele, aquela, aqueles, aquelas |

| Pessoa do discurso | Indefinido                                                                     | Interrogativo                    | Relativo                           |
| ------------------ | ------------------------------------------------------------------------------ | -------------------------------- | ---------------------------------- |
| 3ª pessoa          | Algum, alguma, alguns, algumas                                                 | Que                              | Que                                |
|                    | Nenhum, nenhuma, nenhuns, nenhumas                                             | Quem                             | Quem                               |
|                    | Todo, toda, todos, todas                                                       | O                                | Onde                               |
|                    | Outro, outra, outros, outras                                                   | Qual, quais                      | Cujo, cuja, cujos, cujas           |
|                    | Muito, muita, muitos, muitas                                                   | Quanto, quanta, quantos, quantas | Quanto, quantos, quantas           |
|                    | Pouco, pouca, poucos, poucas                                                   |                                  | O qual, a qual, os quais, as quais |
|                    | Certo, certa, certos, certas                                                   |                                  | Como                               |
|                    | Tanto, tanta, tantos, tantas                                                   |                                  | Quando                             |
|                    | Quanto, quanta, quantos, quantas                                               |                                  |                                    |
|                    | Bastante, bastantes                                                            |                                  |                                    |
|                    | Qualquer, quaisquer                                                            |                                  |                                    |
|                    | Algo, nada, tudo (usados para coisas)                                          |                                  |                                    |
|                    | Alguém, ninguém, outrem, cada, fulano, sicrano, beltrano (usados para pessoas) |                                  |                                    |